# Atak pomidorów zabójców
Atak pomidorów zabójców (ang. Attack of the Killer Tomatoes!) – amerykański film komediowy z 1978 roku, wyreżyserowany przez Johna De Bello. Scenariusz napisali Stephen Peace, Costa Dillon oraz John De Bello.
Film opowiada o perypetiach krwiożerczych pomidorów, które niszczą wszystko, co stanie im na drodze.
Istnieją również kontynuacje tego filmu:
- 1988: Powrót zabójczych pomidorów (Return of the Killer Tomatoes)
- 1990: Powrót nieustraszonych zabójców pomidorów (Killer Tomatoes Strike Back)
- 1991: Krwiożercze pomidory atakują Francję (Killer Tomatoes Eat France)

Film otrzymał negatywne recenzje; serwis Rotten Tomatoes przyznał mu wynik 27%.

## Główne role
- David Miller − Mason Dixon
- George Wilson − Jim Richardson
- Sharon Taylor − Lois Fairchild
- J. Stephen Peace − porucznik Wilbur Finletter
- Ernie Meyers − prezydent
- Eric Christmas − senator Polk
- Al Sklar − Ted Swann
- Jerrold Anderson − major Mills